# Amigomío
Amigomío es una película coproducción de Argentina y Alemania filmada en colores dirigida por Jeanine Meerapfel y Alcides Chiesa sobre su propio guion escrito sobre la novela Historia de papá y Amigomío, de Pablo Bergel que se estrenó el 9 de junio de 1994 y que tuvo como actores principales a Mario Adorf, Daniel Kuzniecka, Diego Mesaglio y Debora Brandwajnman.
Fue filmada parcialmente en Quito, Guayaquil, Potosí, La Paz, Villazón y La Quiaca.

## Sinopsis
Un militante político argentino escapa con su pequeño hijo y hacen un extenso viaje por Sudamérica hasta Ecuador.

## Reparto
- Mario Adorf	...	Abuelo
- Daniel Kuzniecka	...	Carlos
- Diego Mesaglio	...	Carlos / Amigomio
- Debora Brandwajnman	...	Abuela
- Atilio Veronelli 	...	Tony
- Manuel Tricallotis 	...	Amigomio 2
- Christoph Baumann...	Christoph
- Rossana Iturralde	...	Diana
- Hugo Pozo	...	Toro Salinas
- Gabriela Salas	...	Negra
- Rodolfo Rodas
- Pablo Jully
- Ernesto Arias
- Luis Solanas
- Marcos Woinsky	...	Amigo del abuelo
- Eduardo Narvay
- Jorge Prado
- María Lazo
- María Jimena Piccolo
- Yanina Barra
- Ignacio Gadano
- Silvia Korn
- María del Carmen Simari
- Elizabeth Alves
- Gustavo Luppi	...	Delta husband
- Leonardo Di Rocco
- Wolframio Sinué	...	Narrador

## Comentarios
Aníbal Vinelli en Humor escribió:

«Aun transitando por el colorido paisaje latinoamericano, esa fascinación no se contagia a la película toda…que no carece de sentimiento pero no conforma.» 

Eduardo Giorello en La Prensa escribió:

«El superobjetivo del film se diluye a veces por los reiterados discursos de tono político y en otras oportunidades , por preferir una mirada documentalista a nuestro paisaje porteño.» 

David Stratton en Variety escribió:

«Fascinante durante gran parte de su duración, pero en definitiva un poco extendida y confusa.» 